# Dračice (přírodní rezervace)
Dračice je přírodní rezervace na katastrálním území Klikov, Nová Ves u Klikova a Rapšach v okrese Jindřichův Hradec v Jihočeském kraji. Oblast spravuje AOPK ČR – regionální pracoviště Jižní Čechy.

## Předmět ochrany

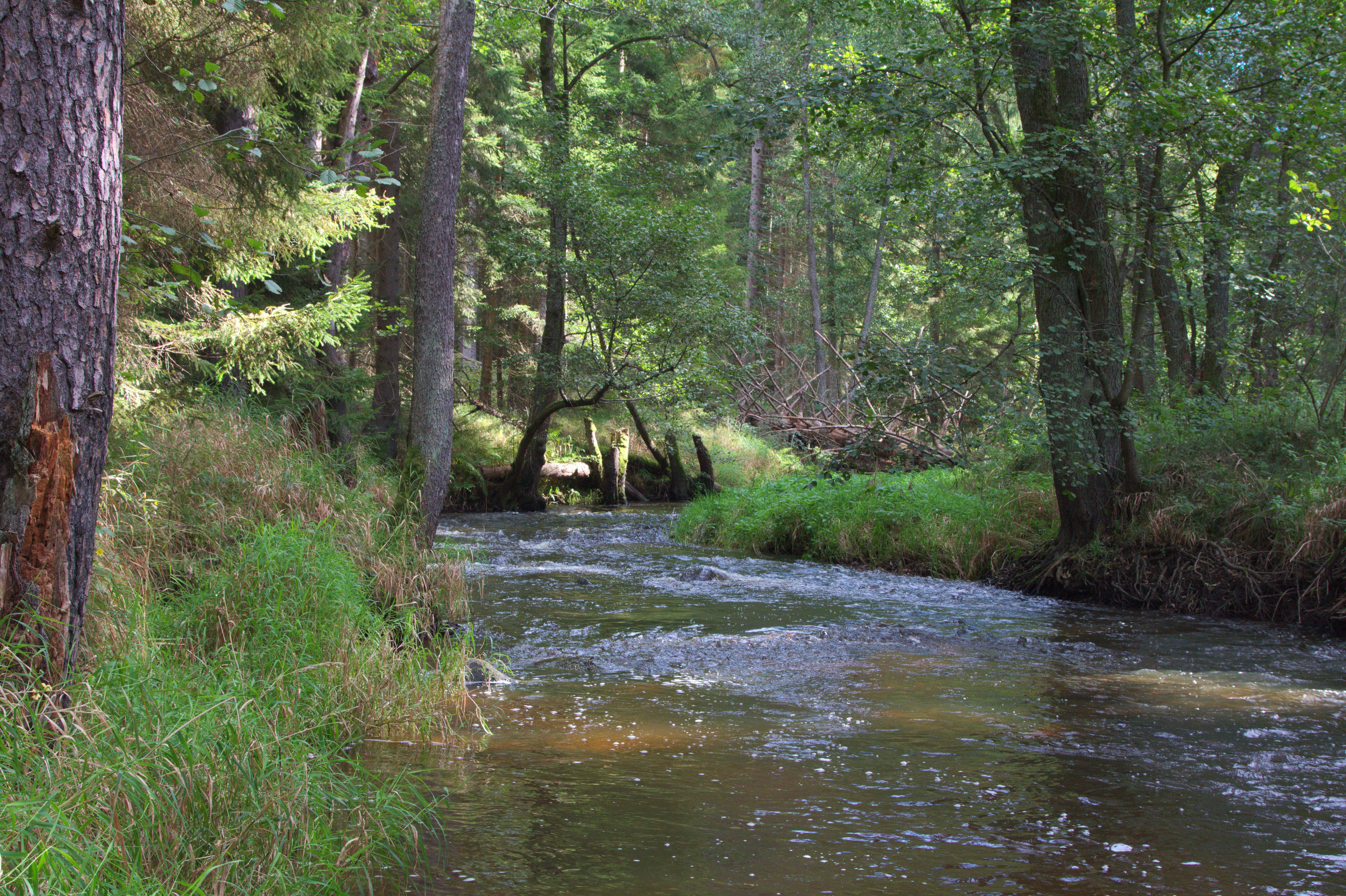
Dračice přírodní rezervace

Důvodem ochrany je kaňonovitý meandrující úsek řeky Dračice s významnou flórou a faunou. Chráněné území zahrnuje tok Dračice mezi česko-rakouskou státní hranicí a Františkovem.